# Östliche Moosjungfer
Die Östliche Moosjungfer (Leucorrhinia albifrons) ist eine Libellenart und gehört zu den Segellibellen (Libellulidae). Sie ist europäisch-westsibirisch verbreitet, in Mitteleuropa allerdings bis auf kleinere Areale und weitere Streufunde verschwunden.

## Merkmale

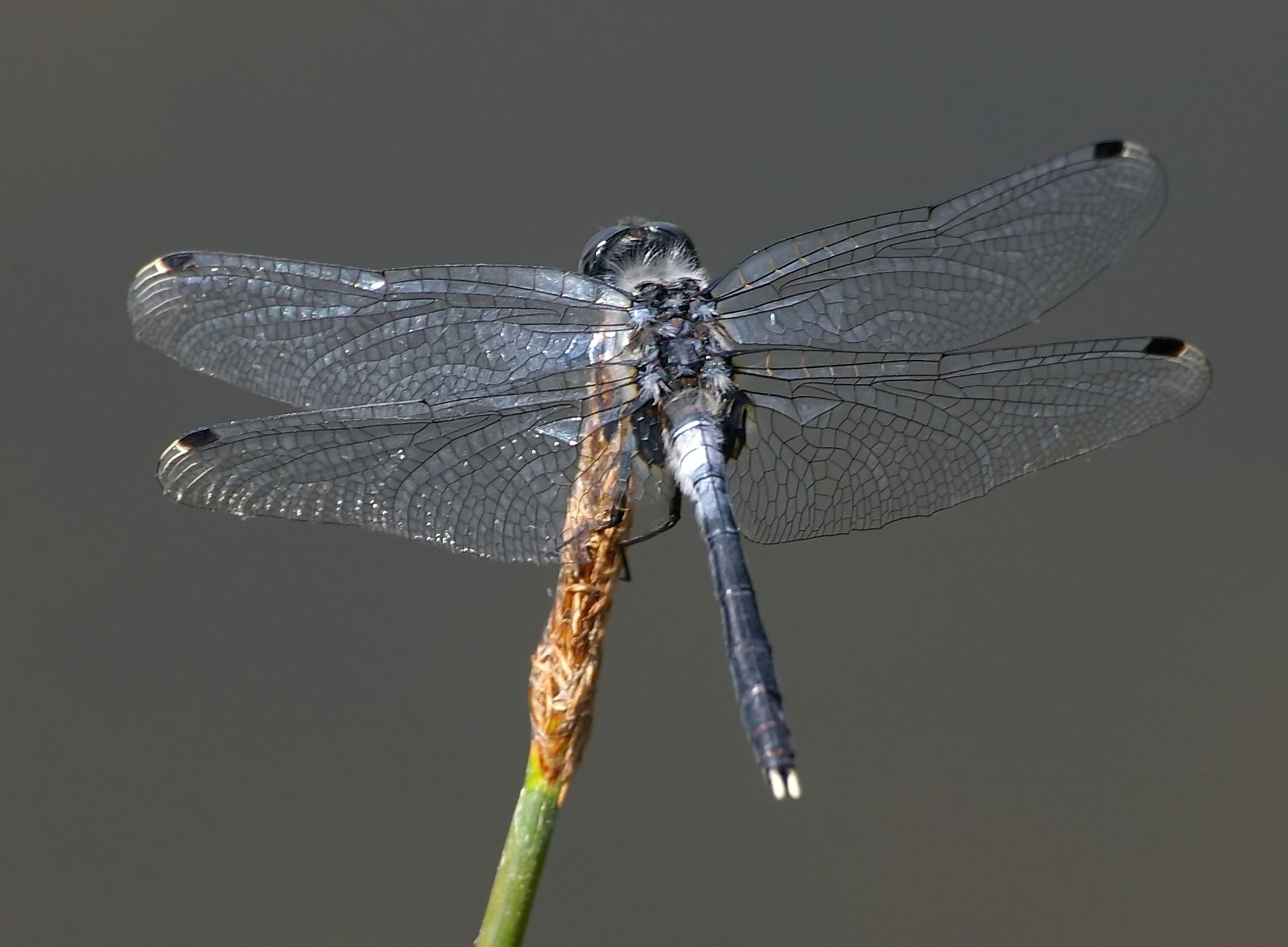
Reifes Männchen; beachte die weißen Hinterleibsanhänge und die schwarzen, nach außen weiß geäderten Flügelmale

Die Östliche Moosjungfer erreicht eine Körperlänge von etwa dreieinhalb bis vier Zentimetern und eine Flügelspannweite von fünfeinhalb bis sechs Zentimetern. An der Basis der Hinterflügel befindet sich je ein schwarzer Fleck. Obwohl eine weiße „Stirn“ für Moosjungfern im Allgemeinen typisch ist und auch der wissenschaftliche Artname albifrons speziell darauf Bezug nimmt, kommt es bei dieser Art gelegentlich vor, dass die Front dunkel ausgeprägt ist. Charakteristisch sind die weißen oberen Hinterleibsanhänge beider Geschlechter – dieses Merkmal findet sich sonst in Mitteleuropa nur noch bei der ähnlichen Zierlichen Moosjungfer (Leucorrhinia caudalis) und beim Östlichen Blaupfeil (Orthetrum albistylum). Im Gegensatz zur Zierlichen Moosjungfer hat Leucorrhinia albifrons jedoch schwarze Flügelmale (Pterostigmata), die nur am äußeren Rand weiß geädert sind. Auch weisen die Männchen kein so deutlich keulenförmig verdicktes, sondern ein fast gleichmäßig schlankes Abdomen auf. Dieses ist größtenteils schwärzlich gefärbt und bei adulten Männchen auf den Segmenten 3 und 4 hellblau bereift.
Die Weibchen haben eine schwarze Grundfärbung mit gelben Flecken auf den Segmenten 2 und 3 (dort quer angeordnet) sowie 4 bis 6 (dort längs); auf dem dritten und vierten Abdominalsegment finden sich außerdem gelbe Ringe. Mit zunehmendem Alter werden diese gelben Zeichnungselemente weißlich. Weiß ist neben den oberen Hinterleibsanhängen bei den Weibchen auch die dazwischenliegende Abdomenspitze. Bei jungen Männchen ähnelt die Zeichnung, zumindest die gelbe Querfleckung des vorderen Abdomens, der der Weibchen.

## Verbreitung und Lebensraum

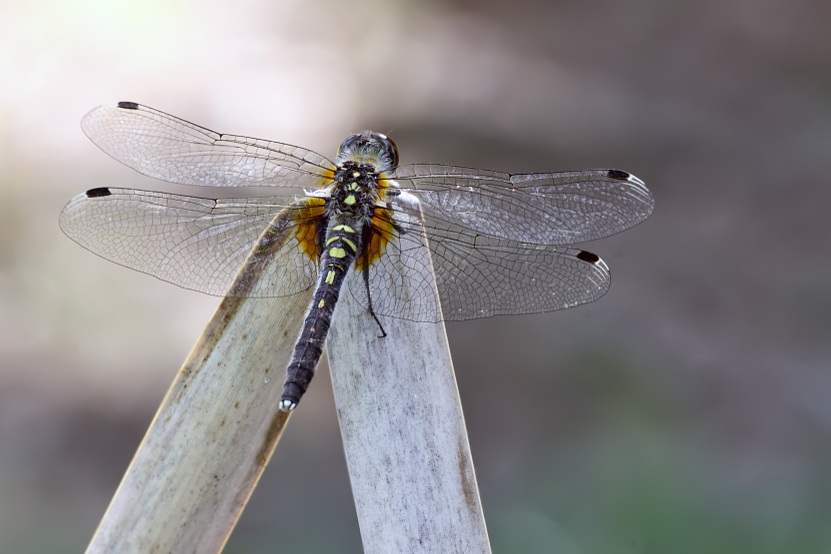
Östliche Moosjungfer, Weibchen

Wie der deutsche Artname andeutet, handelt es sich um eine eurosibirische Art. Die Östliche Moosjungfer ist ostwärts über den Ural bis zum nordöstlichen Altaigebirge verbreitet. Nach Westen hat sich das Areal in isolierte Vorposten aufgelöst, deren westlichste bis zu den Niederlanden und nach Frankreich (Zentral- und Südwest-) reichen. Der Verbreitungsschwerpunkt in Deutschland befindet sich heute in den östlichen Bundesländern, vor allem in Brandenburg und Mecklenburg-Vorpommern; darüber hinaus sind lokale Funde beispielsweise aus Niedersachsen und vereinzelte Sichtungen aus weiteren Bundesländern bekannt. In den 2010er-Jahren tauchte die Art im westlichen Deutschland an mehreren Stellen wieder auf, wo sie lange als ausgestorben galt. In Österreich gibt es nur einzelne Isolate in Kärnten und Tirol. Die Art gehört zu den seltenen Libellen in Mitteleuropa.
Lebensräume sind schilfbestandene Altarme von Flüssen oder auch anmoorig-torfige, dystrophe bis mesotrophe Waldgewässer. Die Habitate sind in der Regel nährstoffarm, sauer, strukturreich und ganz oder zumindest teilweise besonnt. Im klaren Wasser befinden sich oft submerse Strukturen wie lückiges Röhricht oder Sauergrasriede. Heller Sandgrund sollte mit dunkleren Sedimenten (Detritus etc.) überdeckt sein. Im Umfeld des Gewässers ist häufig Wald anzutreffen. Entscheidend für die Besiedlung ist auch ein sehr geringer bis gar nicht vorhandener Fischbestand sowie möglicherweise eine nicht zu starke Konkurrenz durch andere Großlibellen.

## Lebensweise

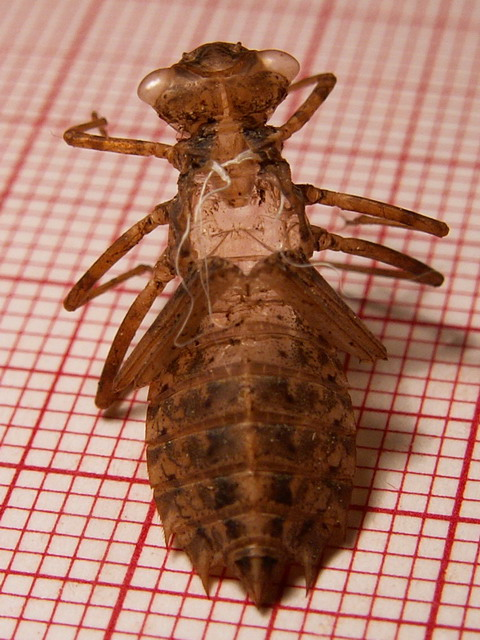
Exuvie (Larvenhaut der Imaginalhäutung) einer Östlichen Moosjungfer aus Frankreich

Auf Lichtungen und Heideflächen machen die reifenden Imagines ihre Jagdflüge nach kleinen Insekten; dies kann auch kilometerweit vom Gewässer entfernt der Fall sein. Die Schlupf- und Flugzeit dauert von Mitte Mai bis Ende Juli oder Anfang August. Die adulten, zum Gewässer zurückgekehrten Männchen setzen sich gerne auf die wasserseitige Vegetation (Halme, Äste) oder auch auf den bloßen Boden am Ufer.
Die Paarung findet am Ufer statt. Danach werfen die Weibchen ihre Eier im Flug ins Wasser. Die Männchen bewachen diesen Vorgang vermutlich nicht. Über die Entwicklung der Larven ist wegen ihrer Seltenheit kaum etwas bekannt. Sie sollen zweimal überwintern.

## Gefährdung und Schutz
Nach der europäischen FFH-Richtlinie ist die Östliche Moosjungfer eine „streng zu schützende Art“ (Anhang IV); entsprechend wird sie etwa nach dem deutschen Bundesnaturschutzgesetz streng geschützt. Sie gilt in ganz Europa als stark bedrohte Art; in der Roten Liste Deutschlands wird sie als „stark gefährdet“ eingestuft, in Österreich und der Schweiz als „CR – vom Aussterben bedroht“. Das hohe Gefährdungsausmaß steht mit den spezifischen ökologischen Ansprüchen in Zusammenhang, vor allem dem stenöken Verhalten hinsichtlich der Habitatwahl. Es werden nur bestimmte, sehr empfindliche und selten gewordene Biotoptypen besiedelt – etwa: nährstoffarme, besonnte Klarwasserweiher in Wäldern –, die durch Fischbesatz, Eutrophierung, Grundwasserabsenkung, Gewässerverlandung und andere Faktoren schnell für die Art entwertet werden können. Auch gilt die Östliche Moosjungfer als relativ konkurrenzschwache Libelle.